# Episodi di Lux Video Theatre (sesta stagione)
La sesta stagione della serie televisiva Lux Video Theatre è andata in onda negli Stati Uniti dal 29 settembre 1955 al 13 settembre 1956 sulla NBC.
| nº | Titolo originale               | Prima TV USA      |
| -- | ------------------------------ | ----------------- |
| 1  | The Enchanted Cottage          | 29 settembre 1955 |
| 2  | The Amazing Mrs. Halliday      | 6 ottobre 1955    |
| 3  | The Two Dollar Bettor          | 13 ottobre 1955   |
| 4  | The Human Jungle               | 20 ottobre 1955   |
| 5  | The Lady Gambles               | 27 ottobre 1955   |
| 6  | Appointment for Love           | 3 novembre 1955   |
| 7  | Bedtime Story                  | 10 novembre 1955  |
| 8  | The Hunted                     | 17 novembre 1955  |
| 9  | Miss Susie Slagle's            | 24 novembre 1955  |
| 10 | The Web                        | 1º dicembre 1955  |
| 11 | Suspicion                      | 8 dicembre 1955   |
| 12 | Branded                        | 15 dicembre 1955  |
| 13 | Holiday Affair                 | 22 dicembre 1955  |
| 14 | Cover-Up                       | 29 dicembre 1955  |
| 15 | Hands Across the Table         | 5 gennaio 1956    |
| 16 | The Unfaithful                 | 12 gennaio 1956   |
| 17 | Ivy                            | 19 gennaio 1956   |
| 18 | Witness to Murder              | 16 gennaio 1956   |
| 19 | The Green Promise              | 2 febbraio 1956   |
| 20 | The Star                       | 9 febbraio 1956   |
| 21 | Night Song                     | 16 febbraio 1956  |
| 22 | Hired Wife                     | 23 febbraio 1956  |
| 23 | Here Comes the Groom           | 1º marzo 1956     |
| 24 | Criminal Code                  | 8 marzo 1956      |
| 25 | Little Boy Lost                | 15 marzo 1956     |
| 26 | The Steel Trap                 | 22 marzo 1956     |
| 27 | It Started with Eve            | 29 marzo 1956     |
| 28 | Tabloid                        | 5 aprile 1956     |
| 29 | Temptation                     | 12 aprile 1956    |
| 30 | Betrayed                       | 19 aprile 1956    |
| 31 | Impact                         | 26 aprile 1956    |
| 32 | Has Anybody Seen My Gal?       | 3 maggio 1956     |
| 33 | The Night of January Sixteenth | 10 maggio 1956    |
| 34 | Princess O'Rourke              | 17 maggio 1956    |
| 35 | Millie's Daughter              | 24 maggio 1956    |
| 36 | Indiscreet                     | 31 maggio 1956    |
| 37 | She Married Her Boss           | 7 giugno 1956     |
| 38 | A House of His Own             | 14 giugno 1956    |
| 39 | The Corrigan Case              | 21 giugno 1956    |
| 40 | A Yankee Cousin                | 28 giugno 1956    |
| 41 | A Marriage Day                 | 5 luglio 1956     |
| 42 | Sting in the Tail              | 12 luglio 1956    |
| 43 | No One to Cry With             | 19 luglio 1956    |
| 44 | Miss Mabel                     | 26 luglio 1956    |
| 45 | The Quick and the Dead         | 2 agosto 1956     |
| 46 | Rebuke Me Not                  | 9 agosto 1956     |
| 47 | The Wayward Saint              | 30 agosto 1956    |
| 48 | Road of Fear                   | 6 settembre 1956  |
| 49 | The Top Rung                   | 13 settembre 1956 |

## The Enchanted Cottage
- Diretto da:
- Scritto da:

### Trama
- Interpreti: George Baxter (Freddie), Ken Carpenter (se stesso - annunciatore), Mary Castle (Beatrice), Kim Charney (Danny), Isobel Elsom (Alice), Sara Haden (Mrs. Minnett), Otto Kruger (se stesso  - presentatore), Lester Matthews (John Hillgrove), Dan O'Herlihy (Oliver Bradford), Dick Powell (ospite intervallo), Teresa Wright (Laura Pennington)

## The Amazing Mrs. Halliday
- Diretto da:
- Scritto da:

### Trama
- Interpreti: Claud Allister (Henderson), Robert Burton (Ferguson), Herbert Butterfield (Edgar), Ken Carpenter (se stesso - annunciatore), Michael Forest, Virginia Gibson, Dorothy Gish, Craig Hill, Frieda Inescort (Louise), Otto Kruger (se stesso  - presentatore), Betsy Paul (Karen), Lydia Reed (Elisabeth), Barbara Rush (Ruth), Joseph Sweeney (Timothy), Grant Williams (Tom), Will Wright (Commodore)

## The Two Dollar Bettor
- Diretto da:
- Scritto da:

### Trama
- Interpreti: Mary Adams (Mrs. Adams), Ken Carpenter (se stesso - annunciatore), King Donovan (Eddie Slate), Charles Evans (Carlton Adams), Joseph Granby (Reece), Peter Hansen (Philip Adams), Mary Alan Hokanson (Miss Pierson), Diane Jergens (Nancy Hewitt), Otto Kruger (se stesso  - presentatore), Gene Lockhart (John Hewitt), Barney Phillips (George Irwin), Hayden Rorke (Whitney Bowers), Karen Sharpe (Dianne Hewitt)

## The Human Jungle
- Diretto da:
- Scritto da:

### Trama
- Interpreti: Claude Akins (Mandy), Florenz Ames (Uetick), Marshall Bradford (Harrison), Ken Carpenter (se stesso - annunciatore), Mort Ellis (Swedes), Russell Johnson (Lennigan), Donald Ken (Mackie), Otto Kruger (se stesso  - presentatore), Linda Leighton (Pat Danforth), Fred MacMurray (se stesso (guest)), Eddie Marr (capo della polizia), Ralph Montgomery (Greenie), Dennis O'Keefe (capitano John Danforth), Ray Teal (capo Rowan), Joan Vohs (Mary Abbott), Patrick Wells (Strauss)

## The Lady Gambles
- Diretto da:
- Scritto da:

### Trama
- Interpreti: Bob Anderson (dottore), Lyle Bettger (Joe), Ken Carpenter (se stesso - annunciatore), Anthony Caruso (Corrison), Martha Hyer (Jean), Jim Hyland (Charlie), Jason Johnson (Pawnbroker), Otto Kruger (se stesso  - presentatore), Barbara Pepper (Mrs. Mekels), Joseph V. Perry (Frenchy), Bob Wehling (Barkey), Douglas Wilson (impiegato)

## Appointment for Love
- Diretto da:
- Scritto da:

### Trama
- Interpreti: Julie Adams (Jane), William Bakewell (Michael Dailey), Don Beddoe (George Hastings), Julie Bennett (Edith), Ken Carpenter (se stesso - annunciatore), Russell Gaige (dottor Gunther), Sandra Gould (infermiera), Arthur Gould-Porter (Charles), Otto Kruger (se stesso  - presentatore), Nora O'Mahoney (Martha), Cesar Romero (Andre Casell), Gus Schilling (Gus), Leigh Snowden (Haney Benson), Jan Sterling

## Bedtime Story
- Diretto da:
- Scritto da:

### Trama
- Interpreti: Betty Blythe (Emma), Alexander Campbell (Collins), Ken Carpenter (se stesso - annunciatore), Marguerite Chapman (Jane Drake), Richard Collier (PIerce), Francis De Sales (William Dudley), Kathryn Grant (ospite intervallo), Joseph Kearns (Eddie), Otto Kruger (se stesso  - presentatore), Eddie Marr (Frank), Vicki Raaf (Virginia), Gene Raymond (Luke Drake)

## The Hunted
- Diretto da:
- Scritto da:

### Trama
- Interpreti: Richard Boone (Saxon), Ken Carpenter (se stesso - annunciatore), Phil Chambers (Hollin Smith), Joseph Crehan (capitano Waller), Otto Kruger (se stesso  - presentatore), Dorothy Malone (ospite intervallo), Jerry Paris (Charlie Harris), Lyle Talbot (Rand), Helen Westcott (Laura), Will White (detective)

## Miss Susie Slagle's
- Diretto da:
- Scritto da:

### Trama
- Interpreti: Peter Brocco (dottor Mete), Ken Carpenter (se stesso - annunciatore), Herbert Dudley (dottor Faber), Michael Forest (Pug), Virginia Gibson (Gret), Dorothy Gish (Miss Susie Slagle), Faith Greer (Mrs. Johnson), Craig Hill (Lije), Otto Kruger (se stesso  - presentatore), Roger McGee (Clay), Peter Miller (Silas), Grandon Rhodes (Dean Howe), Benny Rubin (Otto), William Schallert (Ben), Loni Towers (ragazzino), William Walker (Mizer), Stuart Whitman (Burt), Jeane Wood (Miss Frank)

## The Web
- Diretto da:
- Scritto da:

### Trama
- Interpreti: Raymond Burr (Colby), Ken Carpenter (se stesso - annunciatore), Lewis Charles (Murdock), Ray Danton (Bob), Gerry Gaylor (Martha), Henry Hunter (Medical Examiner), Otto Kruger (se stesso  - presentatore), Barton MacLane (Damon), Pierre Watkin (Porter), Arleen Whelan (Noel)

## Suspicion
- Diretto da:
- Scritto da:

### Trama
- Interpreti: David Butler (ospite intervallo), Ken Carpenter (se stesso - annunciatore), Melville Cooper (Flaky), Terence de Marney (dottor Medrusk), Tito Furdor (Ethel), Louis Hayward, Kim Hunter (Lina), Otto Kruger (se stesso  - presentatore), Beryl Machin (Isobel), Dan O'Herlihy (Jeremy), Maureen O'Sullivan (ospite intervallo), Richard Peel (Benson), Jack Raine (capitano Melbeck)

## Branded
- Diretto da:
- Scritto da:

### Trama
- Interpreti: Ken Carpenter (se stesso - annunciatore), Maxine Cooper (Ruth), Ted de Corsia (Rawbone), William Fawcett (Tattoo), Jay C. Flippen (Mr. Lavery), Josephine Hutchinson (Mrs. Lavery), Brian Keith (Choya), Otto Kruger (se stesso  - presentatore), Barney Phillips (Dawson), Richard Shannon (ospite intervallo), Robert Sherman (impiegato banca), Mickey Simpson (Link), Les Tremayne (Leffingwell)

## Holiday Affair
- Diretto da:
- Scritto da:

### Trama
- Interpreti: Scott Brady (Steve Mason), Phyllis Thaxter (Connie Ennis), Elliott Reid (Carl Davis), Herbert Butterfield (nonno), Mary Adams (nonna), George Baxter (Mr. Gow), Charles Cane (ufficiale McClary), Paul Bryar (Desk Sergeant), Christopher Olsen (Timmy Ennis), Margaret O'Brien (ospite intervallo), Walter Brennan (ospite intervallo), Otto Kruger (se stesso  - presentatore), Ken Carpenter (se stesso - Announcer)

## Cover-Up
- Diretto da:
- Scritto da:

### Trama
- Interpreti: William Bendix (Larry Beat), Steve Brodie (Sam), Ken Carpenter (se stesso - annunciatore), Diana Douglas (ospite intervallo), Byron Foulger (Arby), Raymond Greenleaf (STC), Jane Howard (Anita), Otto Kruger (se stesso  - presentatore), Robert Vaughn (Frank), Mary Webster (M. Baker), Bob Wehling (Eddie)

## Hands Across the Table
- Diretto da:
- Scritto da:

### Trama
- Interpreti: Barbara Jo Allen (Laura), Romney Brent (Allen Macklyn), Ken Carpenter (se stesso - annunciatore), Angela Greene (Vivien Snowden), Anne Jeffreys (Regi Kane), Otto Kruger (se stesso  - presentatore), Eddie Mayoff (ospite intervallo), Tudor Owen (Peter), Benny Rubin (Cap Driver), Robert Sterling (Theodore Drew III)

## The Unfaithful
- Diretto da:
- Scritto da:

### Trama
- Interpreti: Peter Adams (Bob), Morris Ankrum (Reynolds), Hugh Beaumont (Larry), Ken Carpenter (se stesso - annunciatore), Jerome Cowan (pubblico ministero), Joseph Forte (Barrow), Cedric Hardwicke (ospite intervallo), Otto Kruger (se stesso  - presentatore), Claire Meade (Martha), Yvonne Peattie (Mrs. Tanner), Jan Sterling (Chris Hunter)

## Ivy
- Diretto da:
- Scritto da:

### Trama
- Interpreti: John Bentley (Orfington), Margaret Brewster (Emily), Ken Carpenter (se stesso - annunciatore), Ellen Corby (Martha), Paul Fielding (Miles), Robin Hughes (Jervin), Martha Hyer (Ivy), Patric Knowles (Roger), Otto Kruger (se stesso  - presentatore), Doris Lloyd (Mrs. Gretorey)

## Witness to Murder
- Diretto da:
- Scritto da:

### Trama
- Interpreti: Raymond Bailey (Donnelly), Ernest Borgnine (se stesso (guest)), Ken Carpenter (se stesso - annunciatore), Stephen Coit (dottore), Richard Collier (Charles), Mary Alan Hokanson (infermiera), Otto Kruger (se stesso  - presentatore), Jack Kruschen (Eddie), Hanna Landy, Paul Langton (Matthews), Cheerio Meredith (vecchio Lady), Fay Miller (Sally), Mercedes Shirley (Mak), Onslow Stevens (Richter), Audrey Totter (Cheryl)

## The Green Promise
- Diretto da:
- Scritto da:

### Trama
- Interpreti: James Barton (Waters), Ken Carpenter (se stesso - annunciatore), Malcolm Cassell (Phineas), Phil Chambers (Claybourne), Sandy Descher (Susan), Jean Howell (Deborah), Henry Hunter (reverendo Benton), Selmer Jackson (Dr, Pomeroy), Jack Kelly (David), Tommy Kirk (Buzz), Delbert Mann (ospite intervallo), Mickey Simpson (Foreman), Carole Wells (Abigail), Will Wright (Mr. Grenstad)

## The Star
- Diretto da:
- Scritto da:

### Trama
- Interpreti: Buddy Adler (ospite intervallo), Patrick Aherne (Potter-Payne), Isa Ashdown (Gretchen), Mary Astor (Margaret Eliot), Jim Backus (Harry), Ken Carpenter (se stesso - annunciatore), William Hopper (Jim Johanson), Jack Latham (Newscaster), Charles Meredith (Joe), Shirley Mitchell (Phyllis), Jerry Paris (Richard), Paul Simieon (Allan Marley), Jean Smith (Joyce)

## Night Song
- Diretto da:
- Scritto da:

### Trama
- Interpreti: Marvin Bryan (George), Ken Carpenter (se stesso  - presentatore), Dick Contino (Dan), Sam Gilman (Chick), Dick Powell (se stesso - ospite intervallo), Benny Rubin (barista), Barbara Rush (Cathy), Estelle Winwood (Zia Willey)

## Hired Wife
- Diretto da:
- Scritto da:

### Trama
- Interpreti: Anne Bancroft (Kendal Browning), Lex Barker (Stephen Dexter), Alexander Campbell (giudice Peabody), Ken Carpenter (se stesso - annunciatore), Stephen DeKassey (Jose), Joseph Kearns (Roger), Hal Taggart (William), Chuck Webster (McNab), Patricia Wright (Phyllis)

## Here Comes the Groom
- Diretto da:
- Scritto da:

### Trama
- Interpreti: Florenz Ames (Pa), Cheryl Callaway (Suzi), Frank Capra (se stesso - presentatore ospite), Ken Carpenter (se stesso - annunciatore), Pat Crowley (Emmadel), Stephen Dunne (Wilbur), Butch Fennaro (Bobby), Lumsden Hare (Minister), Allene Hill (Abby), Joyce Holden (Winifred), Angela Lansbury (se stessa), Cheerio Meredith (Ma), Burt Mustin (Uncle), Ralph Sanford (McConigle), Robert Sterling (Pete), Fredd Wayne (George)

## Criminal Code
- Diretto da:
- Scritto da:

### Trama
- Interpreti: Herbert Butterfield (Mr. Hufford), Ken Carpenter (se stesso - annunciatore), Philip Coolidge (Malloby), Robert Cornthwaite (dottore Agar), James Gavin (Mapes), Nancy Hale (Kay), Otto Kruger (se stesso  - presentatore), Eddie Marr (guardia), Dewey Martin (Joe), Sydney Mason (guardia), Billy Nelson (Nick), Voltaire Perkins (giudice), Vic Perrin (Ponti), Ainslie Pryor (Douglas), Jack Shea (guardia), Onslow Stevens (Kowland), Hope Summers (Martha), Jerry Wald (ospite intervallo), William Walker (Curly)

## Little Boy Lost
- Diretto da:
- Scritto da:

### Trama
- Interpreti: Dennis O'Keefe (Bill), Ernestine Barrier (Mother superior), Jacqueline Beer (Lisa), Ken Carpenter (se stesso - annunciatore), Johnny Crawford (Jean), Jean Del Val (dottor Biroux), Carl Esmond (Pierre), Otto Kruger (se stesso  - presentatore), William Perlberg (ospite intervallo), George Seaton (ospite intervallo), Naomi Stevens (Laundress)

## The Steel Trap
- Diretto da:
- Scritto da:

### Trama
- Interpreti: Larry J. Blake (Valcourt), Tom Brown (Woodley), Ken Carpenter (se stesso - annunciatore), Howard Duff (Jim), Jason Johnson (ispettore), Robert Jordan (Bell Captain), Margo Lee (Laurie), Joseph Mell (Clerk in Los Angeles), Gordon Mills (pilota), Shirley Mitchell (Stewardess), Chet Stratton (Clerk in New Orleans), Lyle Talbot (Bowers)

## It Started with Eve
- Diretto da:
- Scritto da:

### Trama
- Interpreti: Alexander Campbell (Walters), Ken Carpenter (se stesso - annunciatore), Ellen Corby (infermiera), Lillian Culver (Mrs. Pennington), Arthur Gould-Porter (Roberts), Taylor Holmes (dottor Harvey), David Janssen (Johnny Reynolds Jr.), Otto Kruger (se stesso  - presentatore), James McCallion (Frank), Thomas Mitchell (Johnny Reynolds Sr.), Joan Sinclair (Gloria), Joan Weldon (Anne)

## Tabloid
- Diretto da:
- Scritto da:

### Trama
- Interpreti: Harry Antrim (Doc), Tony Barrett (Dutch Gordon), Gloria Blondell (Doris), Scott Brady (Mark), Ken Carpenter (se stesso - annunciatore), Anthony Caruso (Dino), Robert Dix (Bill), Leo Gordon (Augie), Sal Mineo (se stesso - ospite intervallo), Ralph Montgomery (ascensore Boy), Vicente Padula (Dominic), Karen Sharpe (Kerry)

## Temptation
- Diretto da:
- Scritto da:

### Trama
- Interpreti: Patrick Aherne (dottor Issacson), John Bentley (Baroudi), Nan Boardman (Marie), Ken Carpenter (se stesso - annunciatore), Sarah Churchill (Ruby), Carolyn Craig (Jean), Jean Del Val (professor Dupont), Otto Kruger (se stesso  - presentatore), Charles La Torre (Ahmed), Dayton Lummis (Nigel), Lisa Montel (Yvonne), Gail Rohney (Mrs. McCormick), Ludwig Stössel (professor Müller)

## Betrayed
- Diretto da:
- Scritto da:

### Trama
- Interpreti: Tol Avery (tenente Blake), Ken Carpenter (se stesso - annunciatore), Harry Cheshire (Prescott), Brian Donlevy (se stesso - Intermission guest), Leif Erickson (se stesso - ospite intervallo), Marilyn Erskine (Millie), Robert Horton (Fred), Tyler McVey (sergente Prentiss), Joseph Mell (barista), Patrick O'Neal (Paul), Chet Stratton (impiegato dell'hotel)

## Impact
- Diretto da:
- Scritto da:

### Trama
- Interpreti: Mary Adams (Mrs. Peters), Tony Barrett (Jim), Robert Burton (Callahan), Ken Carpenter (se stesso - annunciatore), Peggie Castle (se stessa - Intermission guest), Brian Donlevy (Walter Williams), George Eldredge (Walter's Lawyer), Leif Erickson (Jim Torrance), Toni Gerry (Marsha), Greta Granstedt (Freda), Angela Greene (Irene), Jim Hayward (Farmer), John Hoyt (Quincy), Gene O'Donnell (Irene's Laywer)

## Has Anybody Seen My Gal?
- Diretto da:
- Scritto da:

### Trama
- Interpreti: William Allyn (Alvarez), Pamela Baird (Roberta), Betty Blythe (Mrs. Pennock), Ken Carpenter (se stesso - annunciatore), Edmund Cobb (Clancy), Richard Deacon (Norton), Ann Doran (Harriett), Robert Ellis (Howard), Diane Jergens (Millicent Blaisdell), Glen Kramer (Dan), Gene Lockhart (Samuel Fulton), Robert Lynn (Mr. Pennock), Michael Whalen (Blaisdell)

## The Night of January Sixteenth
- Diretto da:
- Scritto da:

### Trama
- Interpreti: Gertrude Astor (Member of the Jury), Betty Bronson (Member of the Jury), Ken Carpenter (se stesso - annunciatore), Mary Carr (Member of the Jury), Viola Dana (Member of the Jury), Paul Dubov (Regan), Douglass Dumbrille (Whitfield), Sarah Fadden (Magda), Franklyn Farnum (Member of the Jury), Julia Faye (Meber of the Jury), Alfred Hitchcock (se stesso - ospite intervallo), Buster Keaton (Member of the Jury), Jerry Lawrence (annunciatore), Eddie Marr (Impiegato di corte), Shirley Mason (Member of the Jury), May McAvoy (Member of the Jury), Jack Mulhall (Member of the Jury), Addison Richards (giudice), Hayden Rorke (Van Fleet), Mack Sennett (Foreman of the Jury), Richard Shannon (Stevens), Phyllis Thaxter (Karen), Emerson Treacy (Anderson), Les Tremayne (Flint), Helen Westcott (Nancy)

## Princess O'Rourke
- Diretto da:
- Scritto da:

### Trama
- Interpreti: David Alpert (Phillips), Ken Carpenter (se stesso - annunciatore), John Close (David), Richard H. Cutting (Burkhart), Russell Hicks (Mr. Washburn), Lillian Kemble-Cooper (Miss Haskell), Ed Kemmer (Eddie), Otto Kruger (se stesso  - presentatore), Diana Lynn (principessa Maria), Torin Thatcher (Uncle), Robert Williams (primo Guard), Natalie Wood (se stessa - ospite intervallo), Will Wright (giudice)

## Millie's Daughter
- Diretto da:
- Scritto da:

### Trama
- Interpreti: William Allyn (Tappie), Betty Blythe (Mrs. Austin), Constance Cameron (Mrs. Harris), Ken Carpenter (se stesso - annunciatore), Gabriel Curtiz (Alex), Hope Emerson (Helen), James Flavin (detective), Joseph Forte (Garre), June Havoc (Millie), Otto Kruger (se stesso  - presentatore), William Newell (Cummings), George Sidney (ospite intervallo), Paul Simieon (Rod), Olive Sturgess (Johanna), William Swan (Robert)

## Indiscreet
- Diretto da:
- Scritto da:

### Trama
- Interpreti: Leslie Bradley (Douglas), Ken Carpenter (se stesso - annunciatore), John Dehner (Lloyd), Roy Glenn (Rouget), Marcia Henderson (Phyllis), Otto Kruger (se stesso  - presentatore), Margaret Lindsay (Ann), Marjorie Rambeau (Clarissa), Jan Sterling (se stessa - Intermission guest), Michael Winkelman (Peter)

## She Married Her Boss
- Diretto da:
- Scritto da:

### Trama
- Interpreti: Richard Bartell (Dunbar), John Bryant (George), Ken Carpenter (se stesso - annunciatore), Sandra Gould (Miss Mayo), Joseph Kearns (Franklin), Patric Knowles (Barclay), Arthur Lovejoy (primo Butler), Ottola Nesmith (Miss Wylie), Yvonne Peattie (Martha), Ezelle Poule (Gertrude), Victoria Shaw (se stessa - Intermission guest), Jan Sterling (Julia), Reba Waters (Annabel)

## A House of His Own
- Diretto da:
- Scritto da:

### Trama
- Interpreti: Mabel Albertson (Mrs. Cavanaugh), Nan Boardman (Mrs. Reynolds), Richard Boone (Vincent Giel), Ken Carpenter (se stesso - annunciatore), Gage Clarke (Brenner), Sidney Clute (Yates), Stephen Coit (maggiore Seton), James Flavin (Chaplain), Russell Gaige (governatore Hewitt), Bob Hope (se stesso - ospite intervallo), Henry Hunter (Thomas Wellman), Selmer Jackson (Edgar Wellman), Martin. Lewis (Crane), Charles Meredith (dottor Lederer), William Schallert (Hall), Harry Shannon (Spelli), Victoria Shaw (Mona), Robert Sherman (Ferrigo)

## The Corrigan Case
- Diretto da:
- Scritto da:

### Trama
- Interpreti: Ann Baker (Sally), Anne Bancroft (Ann Sommers), Lex Barker (se stesso - Intermission guest), Frances Bavier, Steve Brodie (Mark), Ken Carpenter (se stesso - annunciatore), Mae Clarke (Betty), Charles Davis (George), Virginia Vincent (Grace)

## A Yankee Cousin
- Diretto da:
- Scritto da:

### Trama
- Interpreti: Alma Beltran (Maria), Robert Bernardet (Pete), Ken Carpenter (se stesso - annunciatore), Joe Dominguez (Pablo), Pete Herz (Joe), Kurt Kasznar (Mike Garcia), Helen Kleeb (Miss Hayes), Lou Krugman (Teo), Eddie Marr (ufficiale Mulligan), Joel McCrea (se stesso - Intermission guest), Anna Navarro (Dulce), Anna Maria Rodriguez (Tina), Elsie Rodriguez (Lina), Orlando Rodríguez (Enrique), Ralph Sabrino (Griff), Carlos Vera (Luis), Ruth Warren (Mrs. Sherman)

## A Marriage Day
- Diretto da:
- Scritto da:

### Trama
- Interpreti: Dorothy Adams (Hannah), Ken Carpenter (se stesso  - presentatore), Ray Collins (Max), Andrew Duggan (Jason), Ralph Dumke (Kabner), Marilyn Erskine (Louise), Victoria Ford (Froese), James Hill (se stesso - ospite intervallo), Burt Lancaster (se stesso - ospite intervallo), Cloris Leachman (Dottie), Fredd Wayne (Pat)

## Sting in the Tail
- Diretto da:
- Scritto da:

### Trama
- Interpreti: Mabel Albertson (Louisa), Constance Cameron (Maid), Ken Carpenter (se stesso - annunciatore), Ellen Corby (Norah), Burt Mustin (Mr. Turtle), Maria Palmer (se stessa - Intermission guest), Vincent Price (Joseph Bentley), Bartlett Robinson (dottor Blaine), Irene Tedrow (Emily)

## No One to Cry With
- Diretto da:
- Scritto da:

### Trama
- Interpreti: Jimmy Baird (Davie), Anne Bancroft (ospite intervallo), John Bentley (Ralph), Ken Carpenter (se stesso - annunciatore), Marguerite Chapman (Lenore), Constance Ford (Edie), Henry Hunter (dottor Corey), Peter Leeds (Harvey)

## Miss Mabel
- Diretto da:
- Scritto da:

### Trama
- Interpreti: Irene Anders (Mary), Ken Carpenter (se stesso - annunciatore), Anthony Eustrel (dottore), Ruth Hammond (Mrs. Wilson), Terrence Kilburn (Peter), Elsa Lanchester (Miss Mabel), J. Pat O'Malley (Watkins), Richard Peel (ispettore), James Whitmore (ospite intervallo), Roland Winters (Mr. Morton, Laywer), Frederick Worlock (Vicar)

## The Quick and the Dead
- Diretto da:
- Scritto da:

### Trama
- Interpreti: David Alpert (Ed Fowler), Bob Anderson (Frank Fowler), Peter Brocco (dottor Wessel), Ken Carpenter (se stesso - annunciatore), J.W. Cody (Chief), Stephen Coit (Madden), Ray Danton, Jimmy Hawkins (Pete Nelson), Keith Larsen (Ring), Louise Lewis (Mrs. Nelson), George Marshall (se stesso - Intermission guest), James Nolan (Fain), Karen Steele (Ruby), David Tyrell (Mr. Nelson), Michael Whalen (Carson), James Whitmore (Tracy)

## Rebuke Me Not
- Diretto da:
- Scritto da:

### Trama
- Interpreti: Janie Alexander (Rina), Don 'Red' Barry (Martin), John Bentley (se stesso  - presentatore), Dallas Boyd (giudice), Ken Carpenter (se stesso - annunciatore), John Daheim (Garner), Herbert Ellis (Sharp), Mary Jackson (Agnes), Lewis Martin (Tyler), Stafford Repp (dottor Mason), Jamie Smith (Hunter), Douglas Spencer (dottor Wilson), Herbert Abbott Spiro (ospite intervallo), Rod Steiger (se stesso - ospite intervallo), Jan Sterling (Mary Ford), Norman Sturgis (Clerk), Forrest Tucker (William Patterson)

## The Wayward Saint
- Diretto da:
- Scritto da:

### Trama
- Interpreti: Sally Brophy (Maura Monigan), Ken Carpenter (se stesso - annunciatore), Sue Casey (Sarena), Ann B. Davis (Miss Killicat), Charles Davis (Peadar the Puck), Richard Deacon (Salambro), John Dehner (barone DeBalbus), Anita King (Serena), Barry Macollum (Martyn McDara), Harry Raven (Joe), Liam Redmond (Canon McCoony), Roland Winters (The Bishop)

## Road of Fear
- Diretto da:
- Scritto da:

### Trama
- Interpreti: Jimmy Baird (Floyd), Scott Brady (Eddie), Ken Carpenter (se stesso - annunciatore), Johnny Crawford (Jerry), Don C. Harvey (poliziotto #1), Catherine McLeod (Grace), Robert Richards (Pete)

## The Top Rung
- Diretto da:
- Scritto da:

### Trama
- Interpreti: Lee Bowman (Paul), Ken Carpenter (se stesso - annunciatore), Irene Hervey (Lucille), William Hopper (George), Natalie Masters (Clare), Frances Mercer (Mary), Janet Lee Parker (Jodi), John Wilder (Fred)